# Carlos Jaramillo

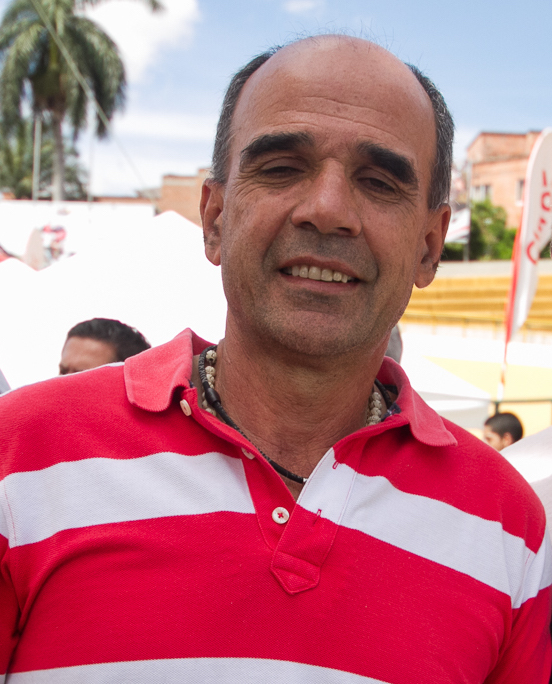
Carlos Jaramillo

Carlos Mario Jaramillo Mesa (* 16. Januar 1961 in Itagüí) ist ein ehemaliger kolumbianischer Radrennfahrer und nationaler Meister im Radsport.

## Sportliche Laufbahn
Jaramillo war Straßenradsportler und Teilnehmer der Olympischen Sommerspiele 1984 in Los Angeles. Im olympischen Straßenrennen wurde er als 52. klassiert. Bei den Panamerikanischen Spielen 1983 gewann er die Silbermedaille im Straßenrennen. 1981 gewann er die nationale Meisterschaft im Straßenrennen.
1985 wurde er Berufsfahrer, er fuhr während seiner gesamten Karriere in kolumbianischen Radsportteams. Er blieb bis 1995 als Radprofi aktiv. 1993 gewann Jaramillo die Vuelta a Colombia. 1994 wurde er Dritter, Etappensiege holte er 1992 und 1993. Im Clásico RCN gewann er 1983 und 1988 Etappen. 1985 gewann er ein Etappe im Critérium du Dauphiné. 1992 gewann er die Vuelta a Antioquia.
| Grand Tour            | 1985 | 1986 | 1987 | 1988 | 1989 | 1990 | 1991 | 1992 |
| --------------------- | ---- | ---- | ---- | ---- | ---- | ---- | ---- | ---- |
| Vuelta a EspañaVuelta | 46   | 34   | 53   | 21   | 13   | 13   | DNF  | DNF  |
| Giro d’ItaliaGiro     | –    | –    | –    | –    | –    | –    | –    | –    |
| Tour de FranceTour    | 73   | 55   | DNF  | –    | –    | 53   | 151  | 68   |